# Никашин, Пётр Евдокимович
Пётр Евдокимович Никашин (18 сентября 1906 — 17 апреля 1977) — советский актёр и директор картин. Заслуженный работник культуры РСФСР (1969).

## Биография
С 1960 и по 1969 год[уточнить] — директор студии киноактера киностудии «Ленфильм».
Заслуженный работник культуры РСФСР (1969).

## Фильмография

### Роли в кино
1. 1931 — Зыбун — Петр Жигов, председатель колхоза
2. 1932 — Гайль, Москау! — председатель судового комитета
3. 1932 — Золотые руки — эпизод
4. 1939 — Мужество — бортмеханик Костя Кузьмин
5. 1939 — Случай на полустанке — железнодорожник
6. 1942 — Оборона Царицына — А. Я. Пархоменко
7. 1967 — Зелёная карета — швейцар
8. 1968 — Снегурочка — Мороз, отец Снегурочки
9. 1970 — Крушение империи — Токарев
10. 1972 — Карпухин — приятель Мишакова
11. 1974 — Главный день — эпизод

### Директор картин
1. 1954 — Кортик
2. 1955 — Чужая родня
3. 1958 — Мистер Икс
4. 1961 — Анафема (короткометражный) (Режиссёр-постановщик: Сергей Гиппиус)